# Катаріна Матернова
Пані Катаріна Матернова (словац. Katarína Mathernová) — словацька правниця. Заступниця генерального директора Генерального директорату з питань політики сусідства та переговорів із розширення Європейської Комісії. У вересні 2023 року призначена амбасадоркою Європейського Союзу в Україні, очоливши Представництво ЄС в Україні.

## Життєпис
Здобула ступінь докторки права в Університеті Коменського у Братиславі (1987), магістерки права в Мічиґанському університеті (1989), членкиня колегії адвокатів Нью-Йорка (англ. the New York Bar). Володіє шістьма мовами. Авторка публікацій з економічних і правових питань Словаччини та Чехії.
Розпочала кар'єру приватною юридичною практикою у США, в юридичних фірмах Нью-Йорка та Вашинґтона, округ Колумбія.
З 1989 до 1993 року працювала юристкою практики міжнародного приватного права: Wilmer Cutler & Pickering (Вашинґтон), Weiss Dawid Fross Zelnick & Lehrman (Нью-Йорк). У 1993 році стала старшою радницей у Світовому банку.
У 1998—1999 рр. — старша юристка з корпоративного фінансового права в компанії Shearman & Sterling у Лондоні, Велика Британія.
З 1999 до 2002 працювала головною інституційною та політичною радницей в офісі віцепрем'єр-міністра з економічних питань уряду Республіки Словаччина. Після цього до 2005 року була старшою спеціалісткою з розвитку приватного сектора у Світовому банку при Консультативній службі з іноземних інвестицій у Вашинґтоні.
У 2005—2007 рр. — директорка DG REGIO. Відповідала за переговори та реалізацію програм регіональної політики, що географічно охоплюють Бельґію, Чехію, Естонію, Фінляндію, Францію, Ірландію, Люксембурґ та Іспанію. Далі стала заступницею генерального директора DG REGIO, де була відповідальна за розвиток, координацію та комунікацію регіональної політики і працювала до 2010 року.
У 2010—2014 рр. старша радниця у Світовому банку із забезпечення зв'язків на високому рівні між Світовим банком та Європейською Комісією, Брюссель/Вашинґтон.
З січня 2015 по серпень 2015 року працювала радницею Генерального директорату регіональної та міської політики (REGIO). Займалася консультуванням генерального директора з питань економічного розвитку та структурних реформ у державах-членах.
Із 1 вересня 2015 до вересня 2023 була заступницею генерального директора Генерального директорату з питань сусідства та переговорів про розширення (DG NEAR), який очолює, зокрема, відносини з країнами Східного партнерства, з міжнародними фінансовими установами, а також займалася питаннями міграції й біженців.
20 вересня 2023 року призначена амбасадоркою ЄС в Україні, того ж дня вручила копії вірчих грамот заступникові міністра закордонних справ України Євгенові Перебийносу.
27 вересня 2023 року — вручила вірчі грамоти Президенту України Володимиру Зеленському

## Нагороди та відзнаки
- Орден «За заслуги» III ст. (Україна, 4 листопада 2022) — за вагомий особистий внесок у зміцнення міждержавного співробітництва, підтримку державного суверенітету та територіальної цілісності України, популяризацію Української держави у світі.[10]
- Нагорода «Словацька жінка року» (2000).
- Нагорода Pro Bono Human Rights (1993) від International Human Rights Law Group.